# コソボ独立宣言

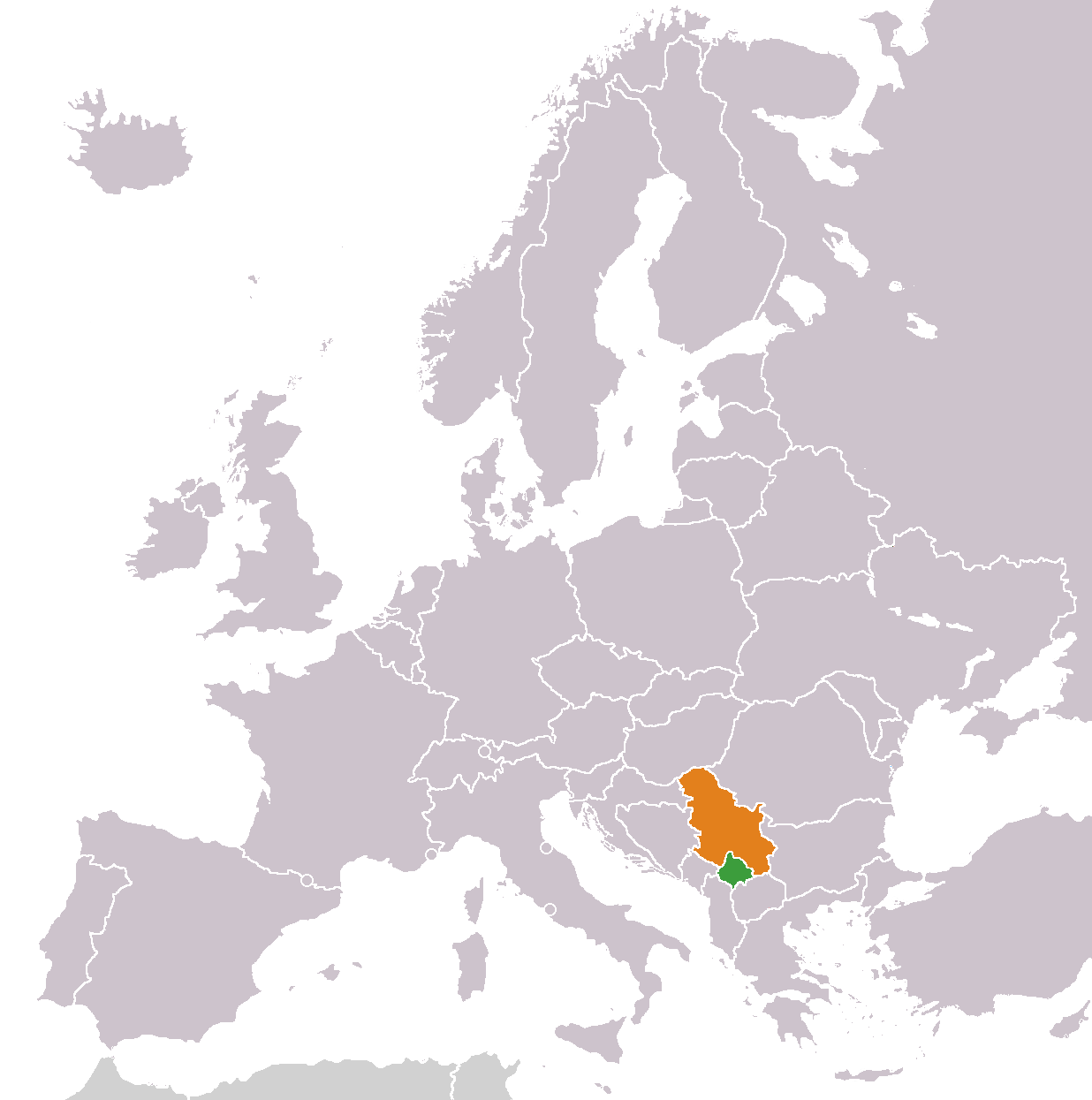
セルビア（橙）とコソボ（緑）の位置関係

本項では、コソボ独立宣言（コソボどくりつせんげん）、すなわち2008年2月17日にコソボの議会がセルビアからの独立宣言を採択したできごとについて記述する。

## 概略
1945年にユーゴスラビア社会主義連邦共和国が建国されると、現在のコソボの領域は連邦構成国のセルビア共和国の一部となり（コソボ・メトヒヤ自治州）、1974年には他の連邦構成国とほぼ同等の自治権を獲得する。
しかし1981年に共和国昇格を求めて人口の過半数を占めるアルバニア人が暴動を起こし、セルビア人との対立が深まり、1989年にはセルビアはコソボの自治権の大幅縮小に打って出た。翌年にアルバニア系住民がコソボ共和国の樹立とセルビアからの独立を宣言すると、セルビアは自治州議会や政府の機能を停止した上で直接統治に乗り出し、アルバニア人もコソボ解放軍を組織化し、武力闘争に至る。
1998年にはセルビアはコソボ解放軍の掃討作戦に着手し、治安情勢が悪化。翌年の和平交渉も実を結ばず、北大西洋条約機構の軍による空爆や、セルビアの掃討作戦強化もあって、数十万人のアルバニア系難民を出した。その後は国連安保理決議1244に基づきコソボは国連暫定統治下に置かれ、2002年には地位確定交渉の前提条件として統治機関の構築など8つの達成目標が定められた。
2004年のアルバニア人による暴動をきっかけに地位確定交渉開始の機運が高まると、2005年11月に国連から地位交渉特使に任命されたマルッティ・アハティサーリがコソボ・セルビア間の交渉を仲介し、2007年3月には国際社会の監視のもとにコソボ独立を認めるとする案を国連に勧告したが、ロシアの強い反対により採択には至らず、次にアメリカ合衆国、ロシア、欧州連合（EU）の三者が直接仲介することになったものの、この試みも失敗に終わった。
コソボは早期の独立宣言を訴えつつも国際社会の要請を受け入れる形で、独立宣言は2008年セルビア大統領選挙後に先延ばしされることとなり、選挙後の2月17日、コソボはアメリカ合衆国やEU主要国の支持を盾に独立を宣言した。
この独立宣言に関して、国際司法裁判所は2010年に国際法違反ではないという勧告的意見を出しており、同年の国連総会でコソボ・セルビア間の対話プロセスを歓迎する決議が採択されたこともあって、2011年からはEUの仲介のもと、関係正常化に向けてセルビアとの交渉が行われているが、状況は進展と停滞を繰り返している。
2022年時点では約110か国がコソボの独立を承認している一方で、セルビアを始め、中国やロシアなどは承認しておらず、国連にも加盟していない。

## 背景

### コソボ・メトヒヤ自治州成立まで (-1946年)
現在のコソボに当たる領土は元々多民族・多文化・多宗教の地域だったが、歴史上中世セルビア王国の所在地であることから、セルビア人にとっては聖地のような存在とされる。1912年のバルカン戦争でセルビアがオスマン帝国からコソボを奪還したとき、コソボの人口構成は過半数がイスラム教徒のアルバニア人だった。
第一次世界大戦後の1918年12月1日からセルビア人・クロアチア人・スロベニア人王国の支配下に置かれ、アルバニア系は少数民族となり、ここで中央政府との軋轢が生じるようになる。1919年には民族権利を主張して1万人以上のアルバニア人が反乱を起こしたものの、中央政府はこれを弾圧するのみならず、土地の付与や免税などの優遇措置を用意してセルビア人のコソボ移住を推進する政策をとった。
第二次世界大戦中は枢軸国側のブルガリア、アルバニア、ドイツの分割占領下に置かれていた。そして1945年にセルビア共和国など6共和国から成るユーゴスラビア社会主義連邦共和国が成立すると、翌年1946年に制定された憲法により、コソボ・メトヒヤ自治区としてセルビア共和国内の自治地域となった。

### セルビアからの独立宣言まで (-1990年)
1963年のユーゴスラビア憲法では連邦の自治省（自治州）に位置づけられながらも、連邦における権利は大きく制限された。続く1968年の憲法改正ではヴォイヴォディナ自治州とともに社会的政治的共同体（社会政治コミュニティ）に位置づけられた上でアルバニア語の使用制限が緩和され、次いで1974年の憲法改正では憲法制定や中央銀行設立、連邦議会議員の選出など、他の連邦構成国とほとんど同じ地位が認められた。この1974年憲法下でアルバニア人の民族主義が醸成されることになる。
1968年、コソボ・メトヒヤ自治州からセルビア色の強いメトヒヤの名前をとってコソボ自治州に改名したときには、共和国昇格を求めていたアルバニア人のデモが暴動化、このような暴動は1981年にも見られたが、いずれも要求は受け入れられることなく鎮圧される。

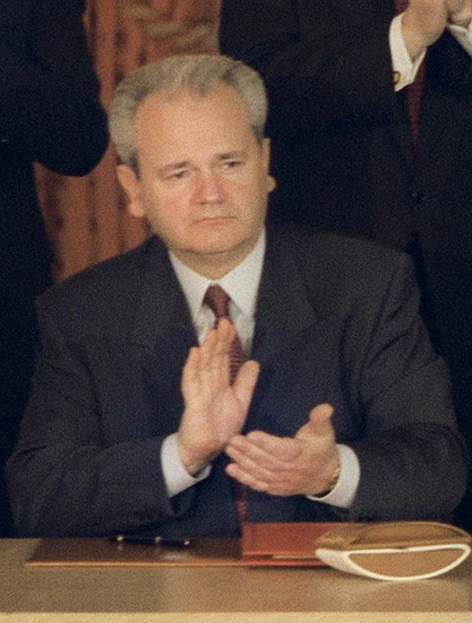
セルビアのスロボダン・ミロシェヴィッチ大統領はユーゴスラビア連邦内で親セルビア派の勢力を大きくすることに努めた。

1981年のデモは当初はプリシュティナで起きた学生の抗議活動だったが、これにユーゴスラビアの最貧地域だったコソボで生活苦に喘ぐ住民が合流したことで規模が大きくなったものである。この出来事から、コソボにおいて少数派だったセルビア人の権利をめぐり、セルビア人の不満も高まりを見せた。この不満を利用して台頭したのがスロボダン・ミロシェヴィッチで、1987年にセルビア共和国幹部会議長、1990年に同国大統領へと登りつめていった。
セルビア民族主義が高まってくると、セルビア議会は1989年、コソボの自治権を剥奪してコソボに対するセルビア人の支配権を拡大する趣旨の憲法改正案を提案し、それは同年のうちに成立した。成立にはコソボ議会の批准を必要とするところ、セルビアは軍隊を配備するなどコソボに軍事的圧力をかけて、半ば強制的に採択させたのである。
憲法改正案の成立により、コソボの警察や裁判制度はセルビアの強い支配下に置かれたほか、アルバニア人の国家公務員を大量解雇したり、アルバニア語新聞を閉鎖するなど、コソボのアルバニア系住民を抑圧する法律がセルビア議会で相次いで可決された。1990年には自治州政府と議会を解散させたことで、コソボの自治権は事実上剥奪された。ミロシェヴィッチ大統領の働きかけもあって、連邦政府内でも親セルビア派の勢力が強くなった。
一方で、ミロシェヴィッチの抑圧的な対コソボ政策に反発して、ユーゴスラビア連邦内では1987年から民族主義が強まり、1991年にはスロベニアやクロアチアがそれぞれ独立を宣言してユーゴスラビア連邦は解体されていき、武力紛争も起きた。翌年始まったボスニアでの武力紛争は1995年まで続いた。
1990年7月2日、コソボ自治州議会のアルバニア人議員は、アルバニア人を締め出すセルビアの動きに反抗し、セルビアからの独立宣言を、1991年10月18日にはユーゴスラビア社会主義連邦共和国からの独立宣言をそれぞれ採択した。この独立宣言はアルバニア以外には承認されず、バダンテール委員会ではコソボ住民が独立する権利を持つ人民には当たらないと判断している。ウティ・ポシデティスの原則により、コソボは連邦構成国ではなく自治州なので分離独立できない、とされたのである。

### 2007年の議会選挙まで
コソボ独立宣言後の1992年に行われたコソボ議会選挙ではイブラヒム・ルゴヴァ主導のコソボ民主連盟が大勝し、ルゴヴァはコソボ共和国の初代大統領になった。セルビアによる警察支配の傍ら、学校や病院など独自の社会組織が構築されるという二重権力状態が出来上がった。
対セルビアをめぐり暴力的手段を放棄するというルゴヴァの基本方針は、ボスニア紛争下にあっては広く支持されていたが、コソボの地位問題はボスニア紛争停戦の1995年以降も膠着状態が続いたため、やがてこの方針への不満が高まっていくことになる。1996年頃からはコソボ解放軍が武力闘争を掲げて活動し始め、兵力を増強しつつ1998年には正式に武力闘争を宣言した。
独立を認めないセルビアとコソボの溝は深まり、1997年夏には武力紛争が勃発、1998年冬のセルビア軍によるコソボ解放軍掃討作戦など、一連の紛争で住民35万人がその地を追われ、居住地域の半数が攻撃される事態に発展した。翌年1999年2月にはフランスのランブイエで和平交渉が行われたが、このときコンタクト・グループが提示した和平案はNATO主体の治安維持軍が駐留し、コソボの最終的地位は住民投票で決定するというもので、コソボ側は同意したものの、セルビア側の拒否で交渉は決裂した。
交渉決裂後、NATO軍による空爆や、セルビアの掃討作戦強化もあって、数十万人のアルバニア系難民を出した。最終的にセルビアは6月9日にG8による和平案を受け入れ、コソボは翌日採択された国連安保理決議1244に基づき国連の暫定統治下に入った。2001年には暫定自治政府が立ち上げられ、大統領、政府、議会が置かれた。

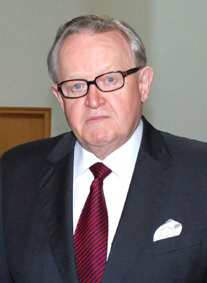
国連からコソボ地位交渉の特使に任命されたマルッティ・アハティサーリ

しかし民族同士の対立は続き、前述のアルバニア系難民の帰還が停滞したほか、アルバニア人による報復的な暴力が起き、今度は20万人以上のセルビア系・ロマが難民化した。特に2004年のアルバニア人による暴動は、地位確定交渉に向けた機運が高まるきっかけとなった。国連安保理は2005年にコソボの地位交渉開始を決め、コソボ・セルビア間の交渉の仲介役としてマルッティ・アハティサーリを任命した。
アハティサーリは2007年3月26日に国連安保理へ最終報告書を提出し、報告書の中で唯一実行できる選択肢として国際社会の監視下でコソボ独立を認めるよう勧告されたものの、国連安保理ではロシアの強い反対で独立を認める案は採択されなかった。その後もアメリカ合衆国、ロシア、欧州連合が仲介役となり、アハティサーリ案の他にも完全独立や分割案、連合案などが検討されていったものの、独立を主張するコソボと独立を認めないセルビアが合意に達することはなかった。

## 独立宣言
コソボは早期の独立宣言を訴えつつも国際社会の要請を受け入れる形で、独立宣言は2008年セルビア大統領選挙後に先延ばしされることとなった。
2007年11月、コソボ北部やコソボ治安維持部隊統治下にある地域に住むセルビア人14万6000人がボイコットする中、コソボ議会選挙が行われ、ハシム・サチ率いるタカ派のコソボ民主党が37議席を獲得して第1党に躍進する結果となった。
コソボ民主党とコソボ民主連盟の連立政権下で、サチは2008年1月に首相に就任し、アメリカ合衆国と協議しながら独立宣言のタイミングを図った。その中で1月から2月に行われたセルビアの大統領選挙では、コソボ問題とは別にEU加盟を目指すスタンスをとるボリス・タディッチが強硬なコソボ独立反対派のトミスラヴ・ニコリッチを僅差で破り当選した。
そして2008年2月17日、コソボ議会は会合を開き、セルビアからの独立宣言を、議員120人中109人の賛成多数で採択した。原文はアルバニア語で書かれた2枚のパピルス紙で、具体的な内容としては次の通りである。
- コソボ共和国の樹立宣言。国内のあらゆる共同体の権利保護・促進、開かれた政治的決定過程の条件整備。国境線はアハティサーリ案の附属書に基づく。
- アハティサーリ案の義務の履行。
- 人権と基本的自由を尊重する憲法の迅速な採択。
- 安保理決議1244に基づく国際プレゼンスの支持。
- EU加盟の意向。
- 戦後復興や民主制度構築を巡り国連と協働する。
- 国連憲章やヘルシンキ最終議定書など国際原則・国際義務の遵守・履行。
- 東南ヨーロッパ地域の平和と安定へコミットすることの表明。
- 隣接国との友好関係を築くことへの希望。

議会では新しい国旗案も承認された。

## 反応

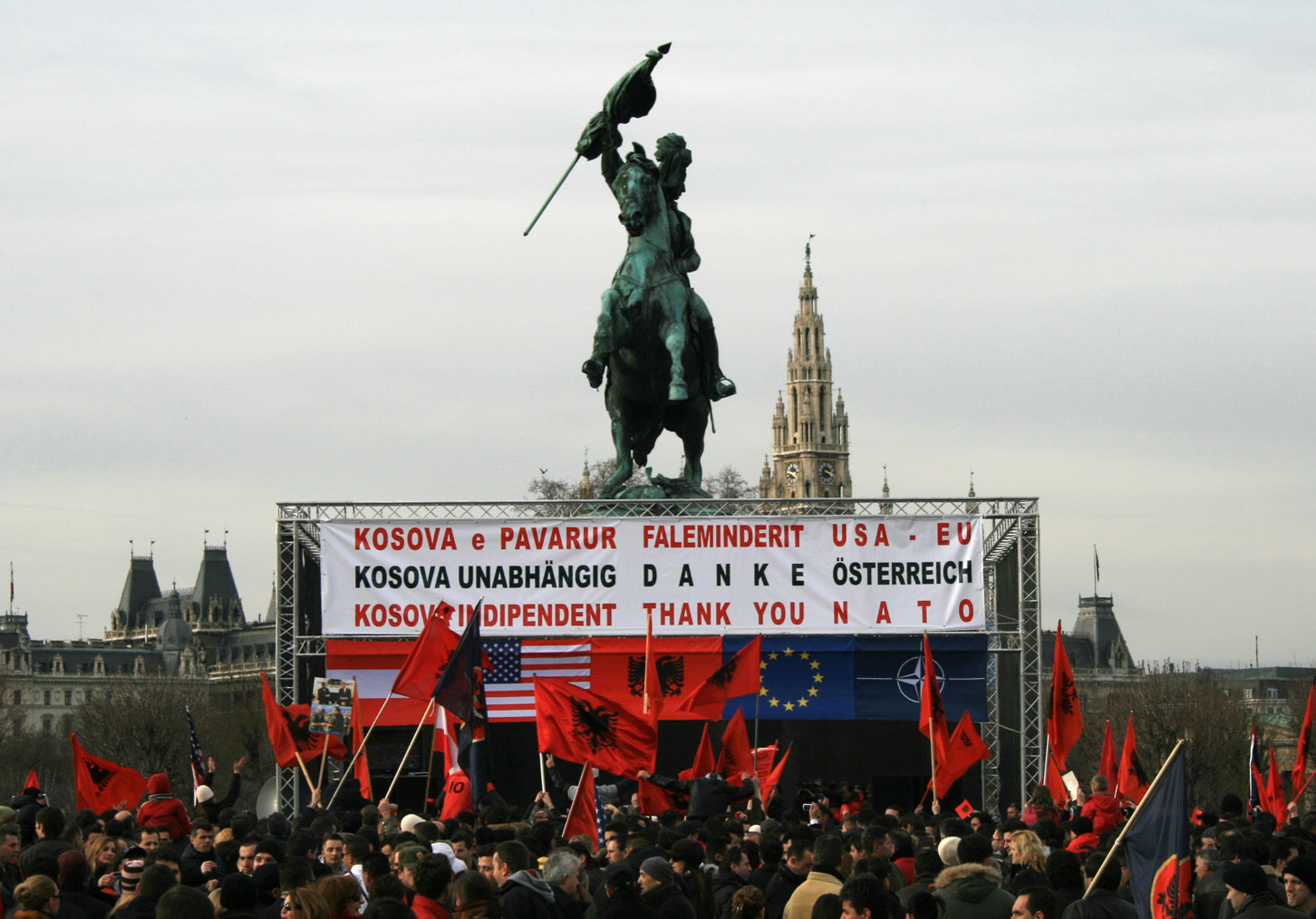
ウィーンでコソボ独立宣言を祝う群衆

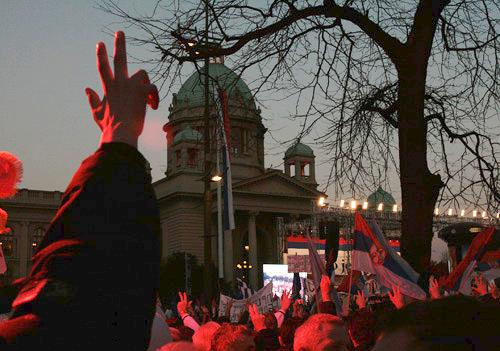
コソボはセルビアだ (Kosovo je Srbija)をスローガンに行われたセルビアの抗議デモ

コソボでは政府主催の祝賀コンサートが行われ、同じアルバニア系国家のアルバニアの国旗や独立支持派のアメリカ合衆国の国旗が振られるなどして、市民の歓迎ムードが広がった。
セルビアは即日コソボ独立を認めないとの立場を表明し、タディッチ大統領は発表した声明の中で平和的・外交的・法的手段を用いて独立宣言を無効化すると強調、ヴォイスラヴ・コシュトニツァ首相もコソボを偽国家と断じ、独立を支持したアメリカ合衆国を非難した。翌日のヴク・イェレミッチ外相による会見ではコソボ独立承認国との国交断絶さえ仄めかされた。
独立宣言後、コソボ北部のミトロヴィツァでは、国連暫定統治機構や欧州連合の関連施設に手榴弾が投擲されたほか、セルビアの首都ベオグラードでは独立宣言の抗議デモが暴動化してアメリカ大使館が投石されるなどして少なくとも20人が負傷した。セルビアの抗議デモは2月21日にも数十万人規模で行われ、ここでもデモ参加者が一部暴徒化して1人死亡、90人以上負傷の被害を出した。
ミトロヴィツァではセルビア系住民が独自の議会を設置する動きも見られたが、国連暫定統治機構や欧州委員会は法的地位を認めなかった。この議会は2013年、欧州連合の仲介を受けたコソボ・セルビア交渉に伴う合意の結果解散された。

### 2月18日の国連安保理
宣言翌日の2月18日に国連安保理が召集された。多くの理事国はコソボ独立に関して立場を明言することはなかったが、ロシアはセルビアを支持してコソボ独立を国際法違反ならびにセルビアの主権侵害だと批判し、他方アメリカ合衆国やイギリスはコソボ独立を支持した。
独立反対論の根拠としては主に、コソボにおけるセルビアの主権と領土保全を尊重するよう定めた安保理決議1244の存在、当事者間の地位交渉が決着していない中での一方的な宣言であることが挙げられる。前者はロシアやベトナムが、後者は中国やインドネシアが問題点として挙げて非難するなどした。これに関してイギリスは、安保理決議1244の拘束力は国連の暫定統治期間に限定され、独立の選択肢は明示的に排除されていないとの解釈を示し、後者についてはセルビアが交渉中に一方的に憲法を改正してコソボをセルビア領と規定したことで交渉の決着を不可能にしたと反論した。
独立支持論の根拠としては主に、この手の問題として先例となりえないコソボの特殊性、コソボの最終的地位はコソボの住民の意思で決められると定めた安保理決議1244の存在、コソボ紛争でセルビアへの復帰が難しくなったことなどが挙げられる。1点目についてはベルギーがユーゴスラビアの解体に触れて、イギリスやリビアは独立国内の国連暫定統治領という特殊性に触れて、2点目についてはイギリスやコスタリカが、3点目についてはアメリカ合衆国、イタリア、パナマなどが意見した。イタリアは他にもコソボ地位問題の長期化が地域全体の不安定を招く恐れが高まると懸念を示しているが、セルビアはこの点、そうした懸念を理由に独立を認めることは訴えを通す手段として暴力を許してしまうことになると反論した。
コソボ独立を支持する国は多くが支持理由としてコソボがアハティサーリ案に沿った国際法の尊重とあらゆる住民の人権保護を確約している点を挙げているものの、セルビアからコソボに及ぶ領土主権が剥奪される法的根拠については触れておらず、この点はコソボ独立宣言においても示されていない。反対か賛成かの立場を明らかにしない理事国も多かった。

## 国際司法裁判所の勧告的意見
セルビアの憲法裁判所はコソボ独立宣言について、セルビア憲法、ヘルシンキ最終議定書、安保理決議1244、バダンテール委員会の意見に反するとして違法と判断、2008年8月15日にはセルビアの外務相が国際司法裁判所の勧告的意見を求めるよう国連に申請した。国連総会は10月8日に申請を認める決議案を採択し、国際司法裁判所は採択を受け、10月20日に国連とその加盟国の陳述書提出を受け付ける旨の書簡を出した。陳述書の提出期限は2009年4月17日、陳述書に対する意見書の提出期限は2009年7月17日とされた。
国際司法裁判所の審理は37か国から意見聴取するなどして進められ、結果として2010年7月22日、コソボ独立宣言は国際法違反に当たらないという判断が示された。ただし全会一致ではなく、裁判所所長含む賛成10票、裁判所次長含む反対4票の意見だった。
国際司法裁判所は、コソボ独立宣言が一般国際法や国連安保理決議1244に違反しているかについて、次の通り判断した。
- 一般国際法
  - 独立宣言を禁じる根拠となりうる一般国際法はない[46]。
  - 一方的な独立宣言は領土保全の原則で暗に禁じられているという意見について、国連総会決議2625やヘルシンキ最終議定書によれば、領土保全の原則が適用されるのは国家間関係においてのみである[47]。
  - 特定の独立宣言を非難する過去の安保理決議[注釈 7]の例を根拠とする意見について、過去の独立宣言を非難する決議は宣言が一方的なものだったから違法としたのではなく、宣言が一般国際法の違反行為と関連付けられるから違法としたものである[48]。
  - ここではコソボ独立宣言が国際法に違反していないかどうか検討するのであって、国際法が一方的な独立宣言を認める権利を与えているかどうかは検討しない[49]。
- 安保理決議1244
  - 安保理決議1244の目的はコソボの地位を最終決定せずにコソボの暫定行政を樹立することである。本文中にある政治的解決という語句は多様に解釈されており、またその文脈上独立宣言を禁じると解釈することはできない[50]。
  - 独立宣言は暫定自治政府機構によるものではなく、暫定機構の法秩序の範囲内で効力を発することを想定したものでもない。独立宣言の起草者は暫定自治政府機構の行動を縛る枠組みによる拘束を受けておらず、国連暫定統治下で制定された憲法枠組にも違反しない[51]。

この国際司法裁判所の判断に対する反応として、コソボのファトミル・セイディウ大統領は「独立をめぐるすべての疑念が取り除かれた」と述べ、コソボ内のアルバニア人は歓迎した一方で、セルビアのボリス・タディッチ大統領はあくまで独立を認めない姿勢を堅持した。

## コソボの国家承認

コソボ独立を認めた国々を表す世界地図。濃灰色はコソボ、緑色はコソボ独立を承認した国、赤色はコソボ独立承認後に承認を取り消した国を表す。コソボ#独立承認国やコソボの国際関係も参照。

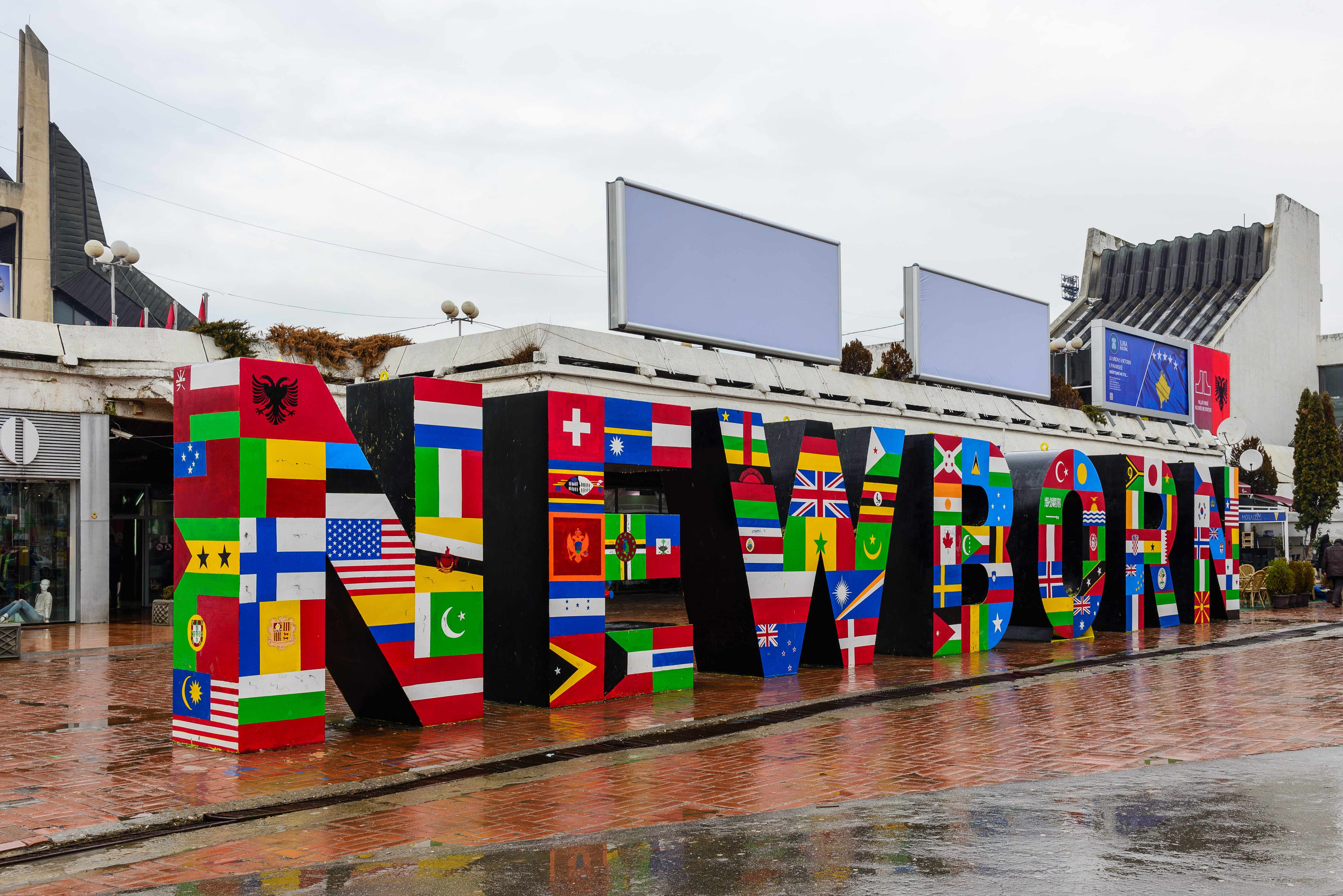
コソボの首都プリシュティナにある新生記念碑 (Newborn Monument)。コソボ独立承認国の国旗が描かれている。記念碑は2008年にフィスニク・イスマイリが建てたもので、デザインはコソボから世界に向けたメッセージをテーマに度々変更されている。

コソボ独立宣言後、相次いでコソボの国家承認がなされた。2022年時点では約110か国がコソボを承認している。しかし、セルビアをはじめ、反米感情や国内に少数民族の分離独立運動を抱えるスペイン、キプロス、中国、ロシアなど承認していない国もある。
国際機関には、世界銀行や国際通貨基金、国際オリンピック委員会などへは加盟しているものの、欧州連合や北大西洋条約機構、国連には加盟しておらず、これら機関への加盟をめざしている。
独立承認国を承認順に列挙したリストは次の通りで、このほか台湾も2008年2月20日に承認している。
- 2008年
  - 2月17日 - コスタリカ
  - 2月18日 - アメリカ合衆国、フランス、アルバニア、トルコ、イギリス、アフガニスタン
  - 2月19日 - オーストラリア、セネガル
  - 2月20日 - ドイツ、ラトビア
  - 2月21日 - デンマーク、エストニア、イタリア、ルクセンブルク
  - 2月22日 - ペルー
  - 2月24日 - ベルギー
  - 2月26日 - ポーランド
  - 2月27日 - スイス
  - 2月28日 - オーストリア
  - 2月29日 - アイルランド
  - 3月4日 - スウェーデン、オランダ
  - 3月5日 - アイスランド、スロベニア
  - 3月7日 - フィンランド
  - 3月18日 - 日本、カナダ
  - 3月19日 - モナコ、ハンガリー、クロアチア
  - 3月20日 - ブルガリア
  - 3月25日 - リヒテンシュタイン
  - 3月28日 - 韓国、ノルウェー
  - 4月17日 - マーシャル諸島
  - 4月23日 - ブルキナファソ、ナウル[注釈 8]
  - 5月6日 - リトアニア
  - 5月12日 - サンマリノ
  - 5月21日 - チェコ共和国
  - 5月30日 - リベリア[注釈 9]
  - 6月11日 - シエラレオネ[注釈 10]
  - 8月4日 - コロンビア
  - 8月7日 - ベリーズ
  - 8月22日 - マルタ共和国
  - 9月15日 - サモア独立国
  - 10月7日 - ポルトガル
  - 10月9日 - モンテネグロ、北マケドニア
  - 10月14日 - アラブ首長国連邦
  - 10月30日 - マレーシア
  - 12月5日 - ミクロネシア連邦
- 2009年
  - 1月16日 - パナマ
  - 2月19日 - モルディブ
  - 3月6日 - パラオ
  - 4月7日 - ガンビア
  - 4月20日 - サウジアラビア
  - 5月14日 - コモロ[注釈 11]
  - 5月19日 - バーレーン
  - 7月10日 - ドミニカ共和国
  - 7月17日 - ヨルダン
  - 11月9日 - ニュージーランド
  - 12月14日 - マラウイ
- 2010年
  - 4月12日 - エスワティニ
  - 4月28日 - バヌアツ
  - 5月8日 - ジブチ
  - 5月19日 - ソマリア
  - 9月3日 - ホンジュラス
  - 9月14日 - モーリタニア
  - 10月29日 - キリバス
  - 11月18日 - ツバル
- 2011年
  - 1月7日 - カタール
  - 1月10日 - ギニアビサウ[注釈 12]
  - 2月4日 - オマーン
  - 6月8日 - アンドラ
  - 7月22日 - 中央アフリカ共和国[注釈 13]
  - 8月12日 - ギニア
  - 8月15日 - ニジェール
  - 8月18日 - ベナン
  - 8月19日 - セントルシア
  - 9月15日 - ガボン
  - 9月16日 - コートジボワール
  - 10月11日 - クウェート
- 2012年
  - 1月23日 - ガーナ[注釈 14]
  - 2月10日 - ハイチ
  - 3月13日 - サントメ・プリンシペ[注釈 15]
  - 4月25日 - ブルネイ
  - 6月1日 - チャド
  - 9月20日 - 東ティモール
  - 10月3日 - パプアニューギニア[注釈 16]
  - 10月16日 - ブルンジ[注釈 17]
  - 10月28日 - セントクリストファー・ネイビス
  - 11月19日 - フィジー
  - 12月11日 - ドミニカ国[注釈 18]
  - 12月25日 - パキスタン
- 2013年
  - 3月16日 - ガイアナ
  - 5月29日 - タンザニア
  - 6月11日 - イエメン
  - 6月26日 - エジプト
  - 6月29日 - エルサルバドル
  - 9月24日 - タイ王国
  - 9月25日 - リビア
- 2014年
  - 2月11日 - レソト[注釈 19]
  - 5月15日 - トンガ
  - 7月2日 - トーゴ[注釈 20]
  - 8月5日 - ソロモン諸島[注釈 21]
- 2015年
  - 5月18日 - クック諸島
  - 5月19日 - アンティグア・バーブーダ
  - 6月23日 - ニウエ
- 2016年
  - 7月8日 - スリナム[注釈 22]
  - 12月1日 - シンガポール
- 2017年
  - 2月27日 - バングラデシュ
  - 11月24日 - マダガスカル[注釈 23]
- 2018年
  - 2月15日 - バルバドス
- 2021年
  - 2月1日 - イスラエル